# Abigail (phim 2024)
Abigail là một bộ phim kinh dị quái vật của Mỹ do Matt Bettinelli-Olpin và Tyler Gillett đạo diễn từ kịch bản của Stephen Shields và Guy Busick. Tác phẩm dựa trên bộ phim Dracula's Daughter năm 1936 của Universal Classic Monsters. Phim có sự tham gia của dàn diễn viên Melissa Barrera, Dan Stevens, Alisha Weir, Kathryn Newton, William Catlett, Kevin Durand, Angus Cloud và Giancarlo Esposito.
Abigail dự kiến sẽ được Universal Pictures phát hành vào ngày 19 tháng 4 năm 2024.